# پرورا
پرورا (انگلیسی: Prora) نام تفرجگاه ساحلی متروکه در روگن آلمان است که توسط آلمان نازی ساخته شد که به خاطر طرح بزرگ ساختمان‌های توریستی حزب ناسیونال‌سوسیالیست کارگران آلمان شهرت دارد. تشکیلات ساختمانی عظیم آن فقط چهار و نیم کیلومتر معادل ۲٫۸ مایل طول دارد و بین ۱۹۳۶ و ۱۹۳۹ به عنوان یک پروژه قدرت ازطریق لذت (کی‌دی‌اف یا کرافت دوخ فروید) ساخته شد.

## هدف از ساخت
گرچه ۸ ساختمان شناخته‌شده به عنوان یک تفریح‌گاه تعطیلاتی کارگران طراحی شده بود، اما هرگز برای این هدف استفاده نشدند. تشکیلات میراثی رسمی دارد که به‌طور ویژه به عنوان مثالی قابل‌توجه از معماری در ناسیونال سوسیالیسم فهرست می‌شود. پرورا و کی‌دی‌اف واگن دو مورد از طرح‌های کی‌دی‌اف برای فریب کارگران به منظور بسیج کردن آن‌ها در مسیر نازیسم بود و نهایتاً سرمایه‌های تولید شده برای کارگران استفاده نشد و برای جنگ جهانی دوم مورد استفاده قرار گرفت.

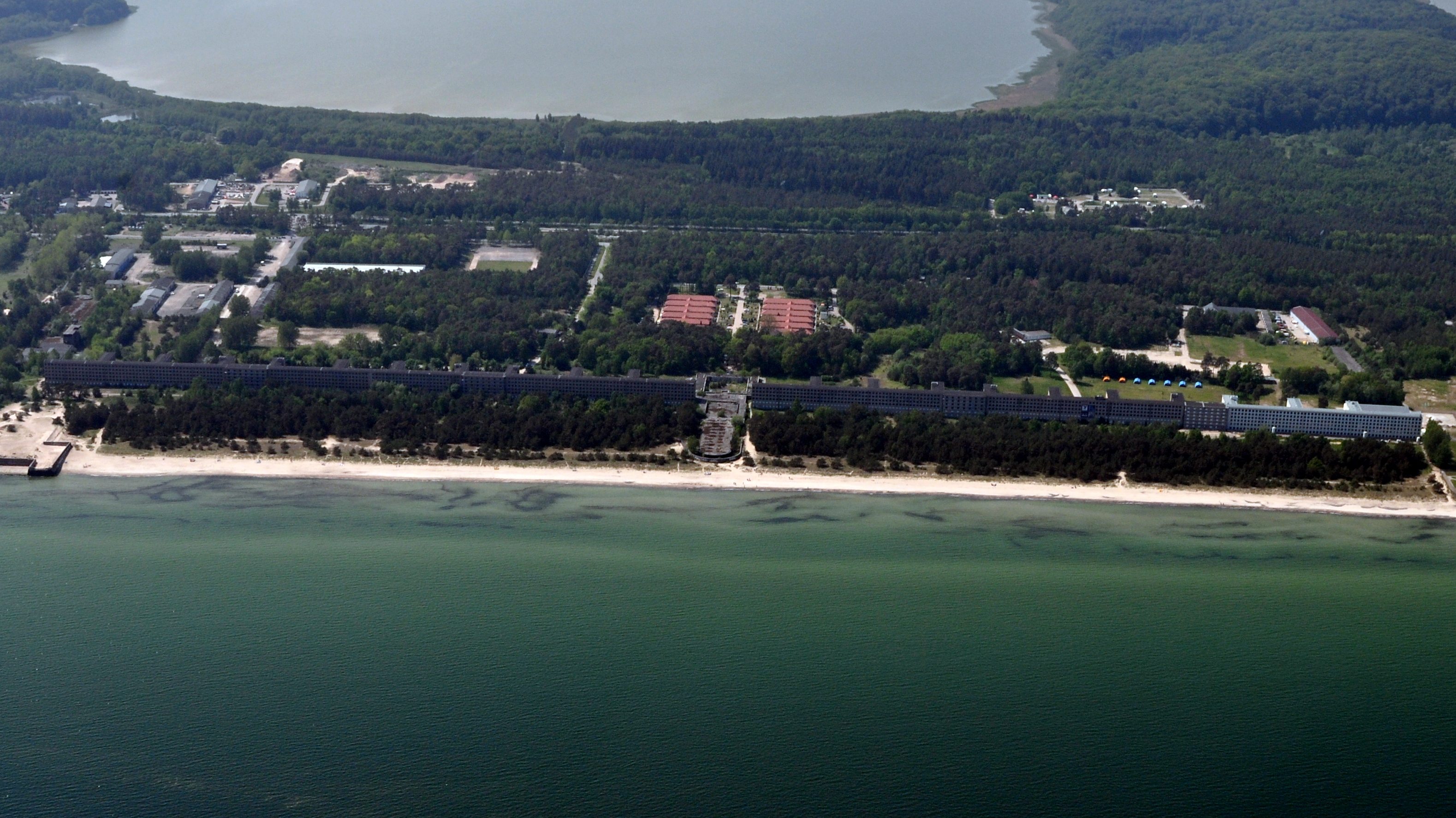
پرورا ۲۰۱۱

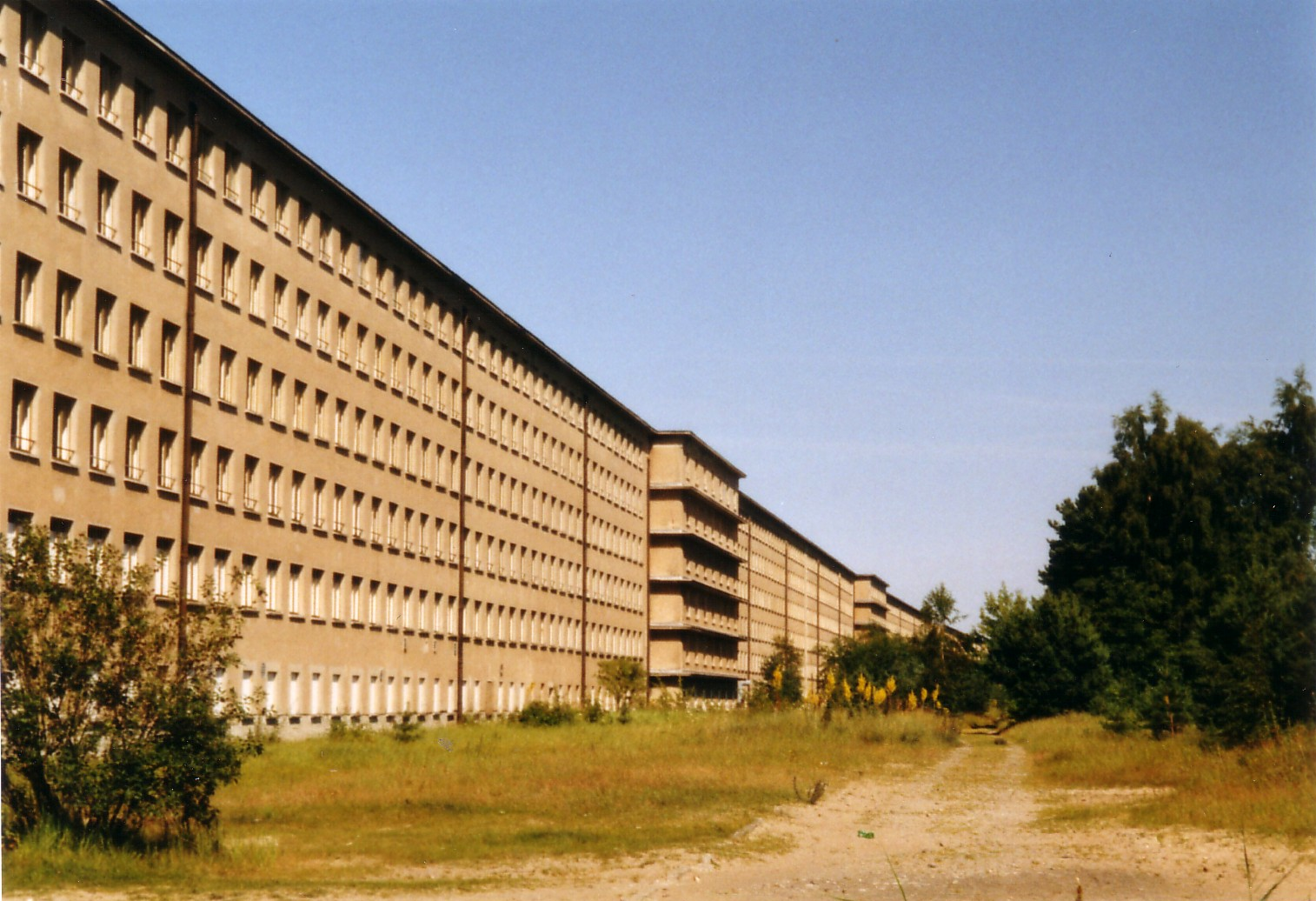
نمای ساحلی پرورا

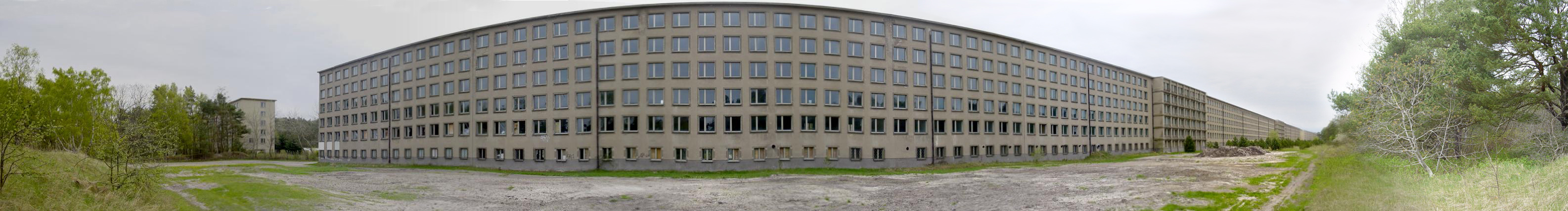
نمای عریض بلوکی به سمت دریا

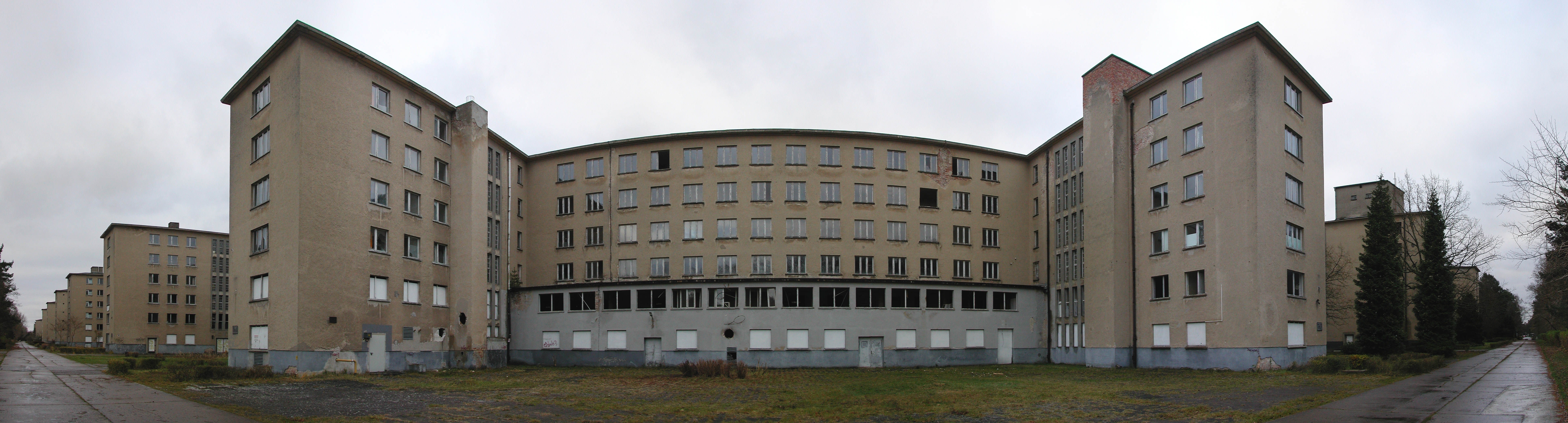
نمای عریض بلوکی به سمت خشکی

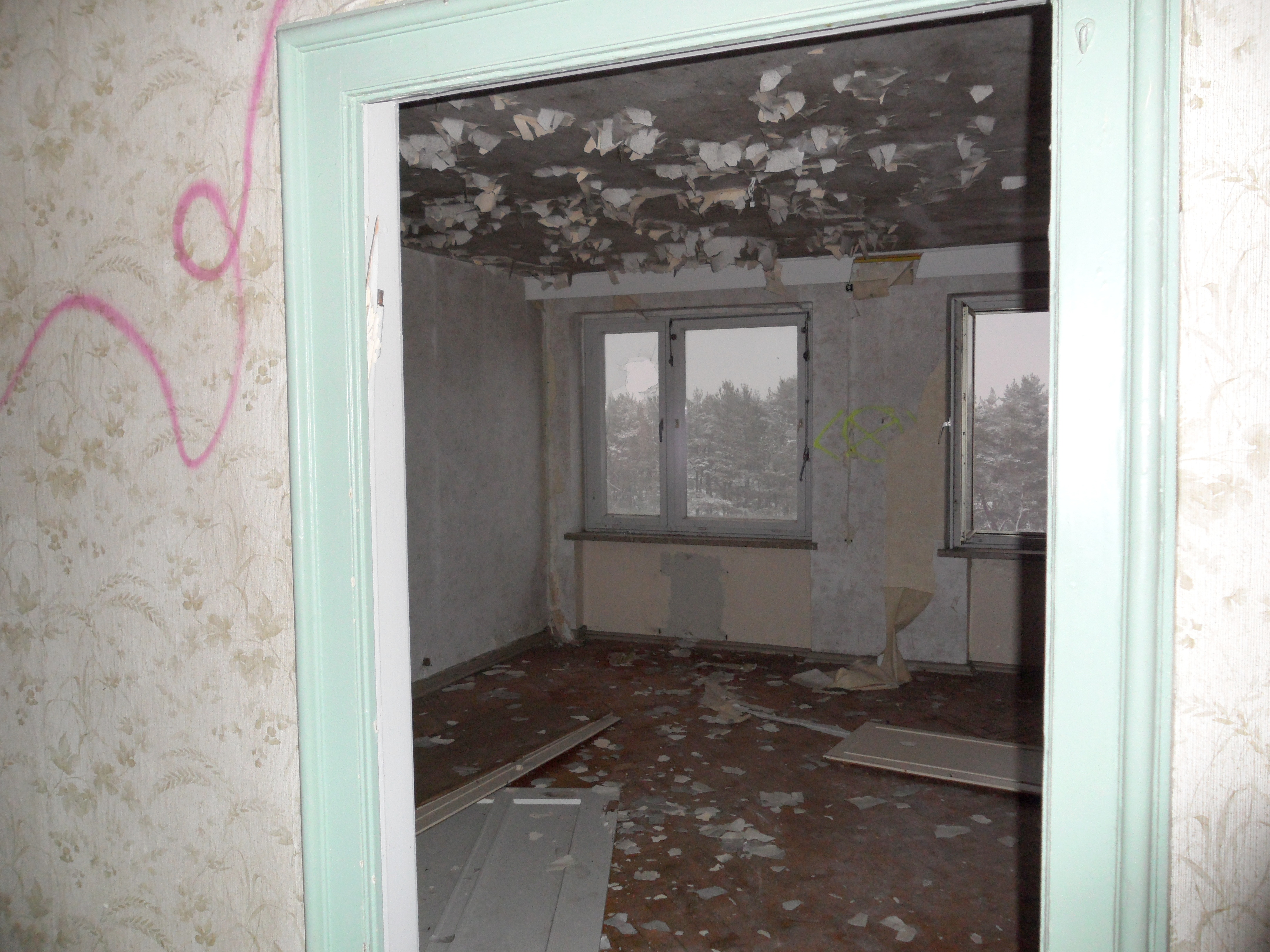
یک نمونه اتاق دسامبر ۲۰۱۱
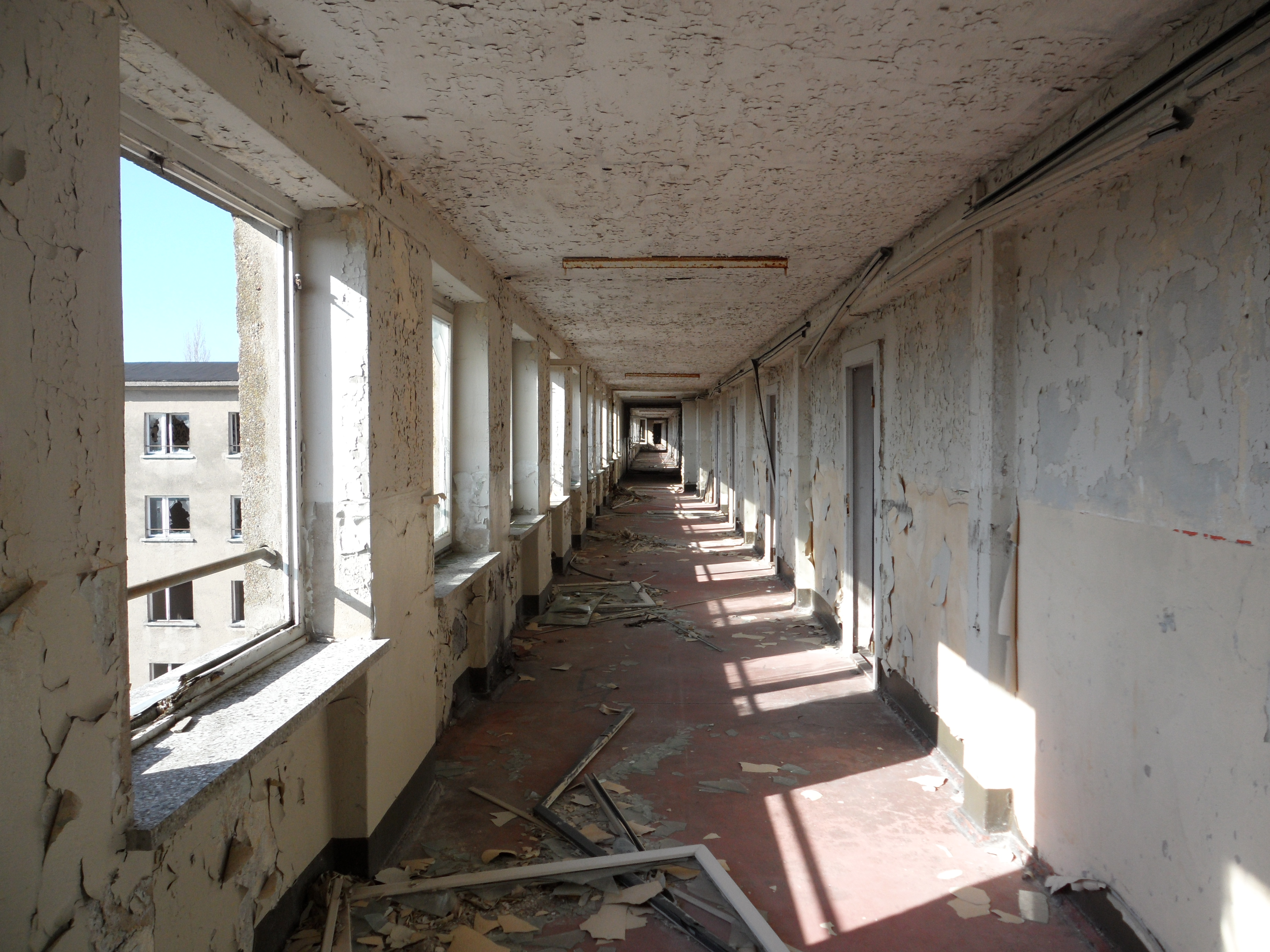
سرسرای ساختمان نوردفلوگن یک، طبقه چهارم (۲۰۱۱)
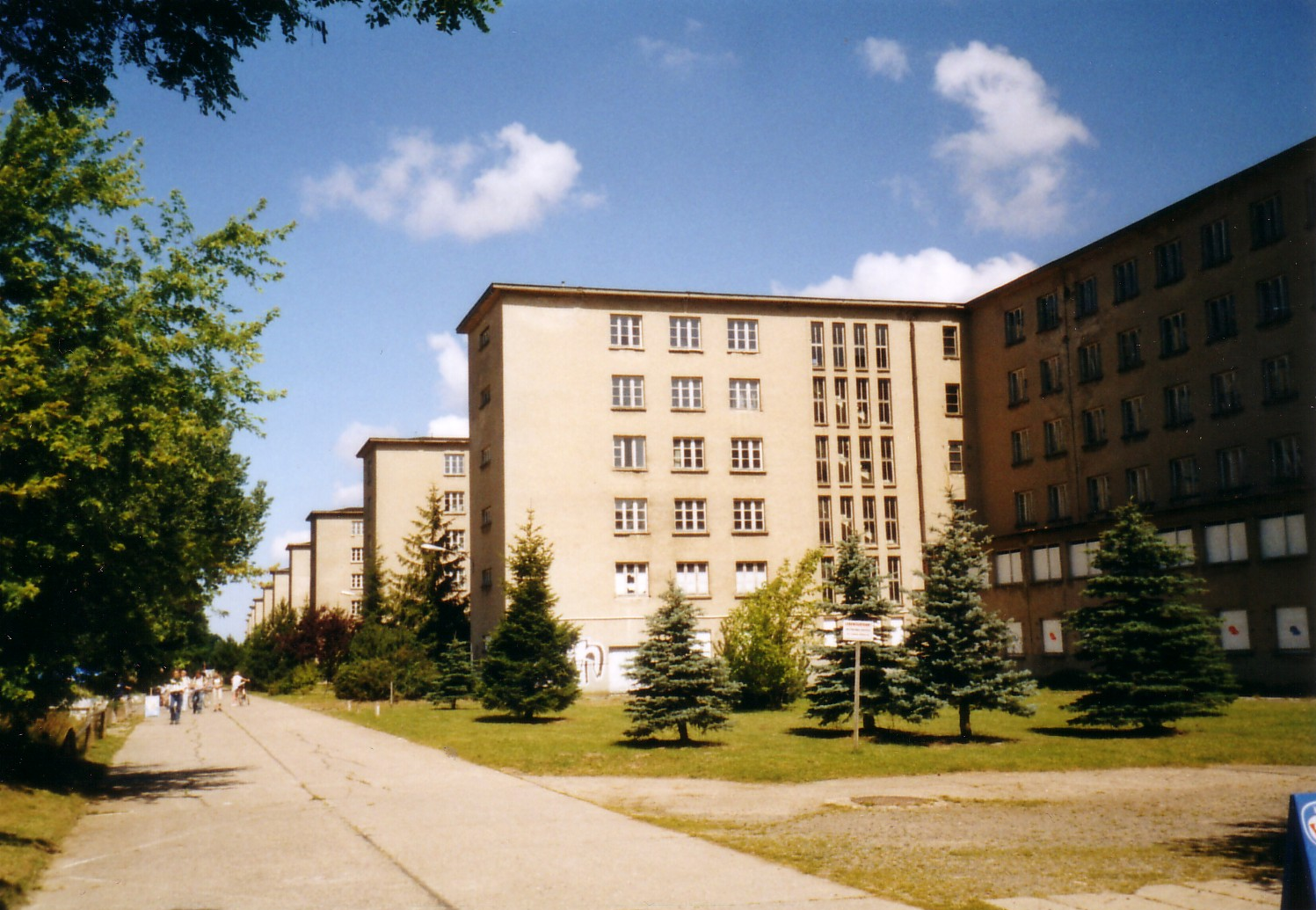
کولوس وُن پرورا یا «عظمت پرورا»